# Jazz Samba Encore!
Jazz Samba Encore! è un album che vede la collaborazione di Stan Getz e Luiz Bonfá, pubblicato dalla Verve nel 1963.

## Tracce
1. Sambalero (Luiz Bonfá) – 2:08
2. Só danço samba (I Only Dance Samba) (Antônio Carlos Jobim/Vinícius de Moraes) – 3:36
3. Insensatez (How Insensitive) (Jobim/de Moraes) – 3:21
4. O morro não tem vez (Jobim/de Moraes) – 6:53
5. Samba de duas notas (Two Note Samba) (Luiz Bonfá) – 4:18
6. Menina flor (Bonfá/Maria Toledo) – 4:08
7. Mania de Maria (Bonfá/Maria Toledo) – 2:43
8. Saudade vem correndo (Bonfá/Maria Toledo) – 3:39
9. Um abraço no Getz (A Tribute to Getz) (Bonfá) – 4:23
10. Ebony Samba – Second Version (Bonfá) – 4:33
11. Ebony Samba – First Version (Bonfá) – 3:48*

* (bonus track presente nel CD)

## Musicisti
- Stan Getz – sax tenore
- Luiz Bonfá – chitarra
- Maria Toledo – voce
- Paulo Ferreira – batteria
- Antonio Carlos Jobim – pianoforte (traccia 3)
- George Duvivier e Tommy Williams – basso (tracce 1-4, 9)
- José Carlos – percussioni (tracce 1-4, 9)
- Don Payne – basso (tracce 5-8, 10)
- Dave Bailey – percussioni (tracce 8, 10)